# Veiga (Lalín)
Veiga[cita requerida] (oficialmente San Ramón da Veiga) es una parroquia española del municipio de Lalín, perteneciente a la provincia de Pontevedra, en la comunidad autónoma de Galicia. En 2022, tenía empadronados 72 habitantes.